# Partiet Partiet
Partiet Partiet (PP eller Pap) var ett liberalt och konservativt politiskt parti i Emmaboda kommun.

## Historik
Partiet bildades 1988 av Håkan Karlsson och Per-Gunnar Johansson och upplöst 2002 eftersom ingen ville ta över efter Åke Ohlsson som partiordförande. Partiet var representerat i kommunalfullmäktige i Emmaboda kommun mellan 1988 och 2002.
Efter valet 1988 valde Partiet Partiet att stödja Lennart Gustavsson (C) till kommunstyrelsens ordförande i Emmaboda kommun, vilket de även gjorde efter 1991.
Partiet Partiet var först ett skämtparti men blev efter valet 1988 allt mer seriöst.

## Partiledare
| Period    | Namn           |
| --------- | -------------- |
| 1988-1991 | Håkan Karlsson |
| 1991-2002 | Åke Ohlsson    |

## Partisekreterare
| Period    | Namn                 |
| --------- | -------------------- |
| 1988-2002 | Per-Gunnar Johansson |

## Valresultat
| År   | Röster | %    | Mandat  |
| ---- | ------ | ---- | ------- |
| 1988 | 205    | 2,8  | 1 av 41 |
| 1991 | 1 351  | 18,7 | 8 av 41 |
| 1994 | 785    | 11,2 | 5 av 41 |
| 1998 | 545    | 8,8  | 4 av 41 |